# چیپوتلی
چیپوتلی (انگلیسی: Chipotle) شرکت فست‌فود آمریکایی است، که در سال ۱۹۹۳ توسط استیو ایلز تأسیس شد.